# غوجارات تي
غوجارات تي بروسيسورز أند باكرز Gujarat Tea Processors and Packers هي ثالث أكبر شركة شاي معبأ في  الهند.
أسسها شري نارانداس داساي في عام 1915.
مقرها في أحمد أباد في غوجارات.
تضم منتجاتها الشاي العادي وشاي الأوراق والناعم والمعطر، والتي تحمل العلامة التجارية الأساسية «واغ باكري» Wagh Bakri.